# Real (monedă)
Realul (ISO BRL, simbolul popular R$) este o unitate monetară actuală a Braziliei. Este împărțit în 100 de centavos. A intrat în uz în 1994.